# Ironman Kalmar
Der Ironman Kalmar ist eine Triathlon-Veranstaltung über die Ironman-Distanz (3,86 km Schwimmen, 180,2 km Radfahren und 42,195 km Laufen) im schwedischen Kalmar.

## Organisation
Als damals einziger Triathlon in Schweden über die Langdistanz wurde der Kalmar Triathlon (auch als Järnman bezeichnet) seit 1994 jährlich zwischen Ende Juli und Anfang August im Osten Schwedens ausgetragen und er galt auch als Schwedische Langstreckenmeisterschaft.
Die World Triathlon Corporation (WTC) hat 2012 die Lizenz für die Durchführung des Ironman in Schweden vom bisherigen Organisator übernommen. 2012 ist hier mit dem Ironman Kalmar Sweden zum ersten Mal ein offizielles Ironman-Rennen ausgetragen worden und der Deutsche Jan Raphael unterbot den bisher gültigen Streckenrekord mit seiner Siegerzeit von 8:04:01 h um fast 12 min.

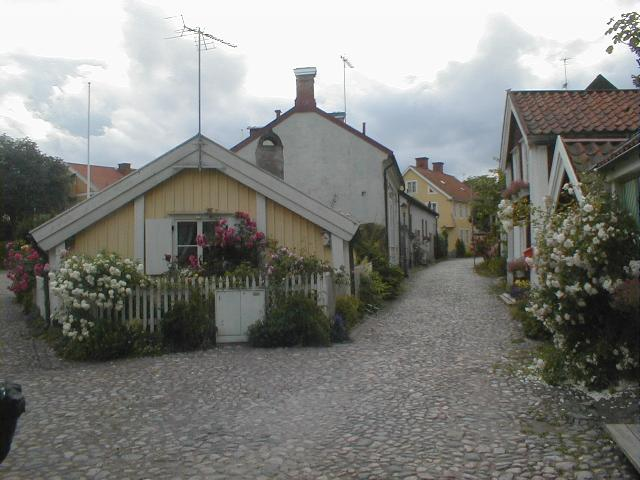
Gassen in der Altstadt von Kalmar

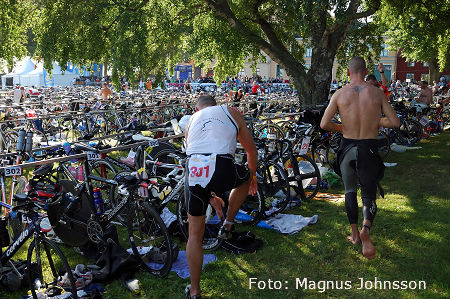
Wechselzone beim Kalmar Triathlon 2009

2015 wurde dieser Ironman-Rennen das vierte Mal ausgetragen und mit Patrik Nilsson konnte erstmals wieder ein Schwede das Rennen gewinnen. Bei den Frauen konnte die Deutsche Astrid Stienen ihren ersten Ironman-Sieg erzielen. Bis 2015 wurden hier unter den Siegern der verschiedenen Klassen 50 Startplätze für den Ironman Hawaii vergeben und 2016 dann noch 40.
Im August 2016 wurden der Ironman Sweden und der Ironman Copenhagen am selben Wochenende ausgetragen und es zeichnete sich ab, dass Profi-Frauen verstärkt hier in Kalmar starteten und die Profi-Männer eher in Kopenhagen. 2017 waren bei den Frauen keine Profis am Start. 2018 waren im Männerfeld keine Profis am Start.
Die Austragungen 2020 und 2021 mussten im Rahmen der Coronavirus-Pandemie abgesagt werden. Das Rennen bei den Männern wurde 2023 als reines Amateurrennen ausgetragen. Am 17. August 2024 fand der Ironman Kalmar wieder normal statt und es waren nur bei den Frauen Profi-Athletinnen am Start.
Die letzte und zwölfte Austragung des Ironman Kalmar war hier am 16. August 2025 und die Dänin Katrine Græsbøll Christensen stellte hier nach ihrem zweiten Platz im Vorjahr mit ihrer Siegerzeit von 8:27:49 Stunden einen neuen Streckenrekord ein.

## Streckenverlauf
- Das Rennen startet mit der Schwimmdistanz über zwei Runden im Kalmarsund.
- Die Radstrecke führt über die Ölandsbron nach Öland. Nach rund 106 km geht es zurück nach Kalmar aufs Festland, wo eine zweite, etwa 74 km lange Runde gefahren wird.
- Die Laufstrecke besteht aus einem Drei-Runden-Kurs mit Ziel auf dem Marktplatz (Stortorget) von Kalmar.

## Siegerliste
| Datum         | Männer                   | Männer            | Männer                  | Frauen                            | Frauen                       | Frauen            |
| Datum         | Erster Platz             | Zweiter Platz     | Dritter Platz           | Erster Platz                      | Zweiter Platz                | Dritter Platz     |
| ------------- | ------------------------ | ----------------- | ----------------------- | --------------------------------- | ---------------------------- | ----------------- |
| 2026          |                          |                   |                         |                                   |                              |                   |
| 16. Aug. 2025 |                          |                   |                         | Katrine Græsbøll Christensen (SR) | Marlene De Boer              | Chelsea Sodaro    |
| 17. Aug. 2024 | Matheus Salto Martini    | Filip Jonsson     | Jaap Koetsier           | Marlene De Boer                   | Katrine Græsbøll Christensen | Henrike Güber     |
| 19. Aug. 2023 | Erik Olsson              | Marcus Haeggström | Sven Bams               | Lisa Nordén                       | Justine Mathieux             | Susie Cheetham    |
| 20. Aug. 2022 | Alistair Brownlee (SR)   | Pieter Heemeryck  | Franz Löschke           | Sarah Aly                         | Olga Kowalska                | Julia Montgomery  |
| 17. Aug. 2019 | Boris Stein              | Denis Chevrot     | Mathias Lyngsø Petersen | Jessica Fridlund                  | Lucie Snebergerova           | Ida Larsson       |
| 18. Aug. 2018 | Martin Olsson            | Magnus Olander    | Erik Hjertonsson        | Corinne Abraham                   | Åsa Lundström                | Angela Naeth      |
| 19. Aug. 2017 | Clemente Alonso-McKernan | Cameron Wurf      | Esben Hovgaard          | Jolien Lewyllie                   | Jenny Nae                    | Lore Vanclooster  |
| 20. Aug. 2016 | Marcus Larsson           | Mikkel Mortensen  | Morgan Patsi            | Kristin Möller                    | Lucie Reed                   | Carolin Lehrieder |
| 15. Aug. 2015 | Patrik Nilsson           | Dougal Allan      | Karl-Johan Danielsson   | Astrid Stienen                    | Camilla Lindholm             | Mette Moe         |
| 16. Aug. 2014 | Horst Reichel            | Wiktor Sjemzew    | Tom Lowe                | Leanda Cave                       | Erika Csomor                 | Camilla Lindholm  |
| 17. Aug. 2013 | Pedro Gomes              | David Pleše       | Anton Blokhin           | Jodie Swallow                     | Eva Nyström                  | Britta Martin     |
| 18. Aug. 2012 | Jan Raphael              | Dorian Wagner     | Horst Reichel           | Åsa Lundström                     | Dana Wagner                  | Emi Sakai         |

Ergebnisse beim Kalmar-Triathlon:
| Jahr | Männer                | Männer            | Männer                | Frauen            | Frauen             | Frauen             |
| Jahr | Erster Platz          | Zweiter Platz     | Dritter Platz         | Erster Platz      | Zweiter Platz      | Dritter Platz      |
| ---- | --------------------- | ----------------- | --------------------- | ----------------- | ------------------ | ------------------ |
| 2011 | Pontus Lindberg       | Erik Strand       | Ted Ås                | Camilla Larsson   | Linda Eriksson     | Ulrika Eriksson    |
| 2010 | David Näsvik          | Pontus Lindberg   | Antti Antonov         | Helene Malmkvist  | Emma Lindwall      | Linda Eriksson     |
| 2009 | Clas Björling         | Ted Ås            | Kristian Hallsten     | Eva Nyström -3-   | Camilla Larsson    | Christine Wageborn |
| 2008 | Mika Luoto            | Ted Ås            | Johan Lundin          | Therese Omme      | Helene Malmkvist   | Diana Riesler      |
| 2007 | Ted Ås -2-            | Christian Månsson | David Näsvik          | Camilla Lindholm  | Kristin Lie        | Christine Wageborn |
| 2006 | Niklas Nilsson -3-    | Christian Månsson | David Näsvik          | Eva Nyström -2-   | Victoria Persson   | Camilla Lindholm   |
| 2005 | Ted Ås                | Christian Månsson | Christian Kirchberger | Jona Dahlqvist    | Eva Nyström        | Linda Nyberg       |
| 2004 | Niklas Nilsson -2-    | Ted Ås            | Christian Månsson     | Eva Nyström       | Jona Dahlqvist     | Lena Karlsson      |
| 2003 | Niklas Nilsson        | Thomas Beck       | Anders Höglund        | Anna Kortelainen  | Carin Uhlin        | Mimmi Andersson    |
| 2002 | Clas Myrestam -2-     | Jerker Mattsson   | Christian Kirchberger | Sofie Dovrén      | Mette Eriksen      | Jona Dahlqvist     |
| 2001 | Christian Kirchberger | Ted Ås            | Jonas Larsson         | Britta Widén      | Lena Karlsson      | Kerstin Johansson  |
| 2000 | Clas Myrestam         | Patrik Gustavsson | Robert Schelin        | Karin Forsberg    | Lise-Lotte Larsson | Lena Karlsson      |
| 1999 | Anssi Lehtinen -3-    | Pasi Ponsiluoma   | Ville Vickholm        | Anna Svärdström   | Marina Lindgren    | Erika Heintz       |
| 1998 | Anssi Lehtinen -2-    | Ville Vickholm    | Pasi Ponsiluoma       | Marina Lindgren   | Sari Vuorinen      | Lena Karlsson      |
| 1997 | Anssi Lehtinen        | Clas Myrestam     | Ville Vickholm        | Anette Lunde      | Marina Lindgren    | Anna Engman        |
| 1996 | Jonas Colting         | Martin Eriksson   | Anders Nilsson        | Ulrika Wånggren   | Viktoria Johnsson  |                    |
| 1995 | Tomas Gustavsson      | Lars Mattsson     | Rikard Hedelin        | Viktoria Johnsson |                    |                    |
| 1994 | Lars Mattsson         | Tomas Gustavsson  | Jan Lundström         | Sabine Lang       |                    |                    |